# Decarthron varicum
Decarthron varicum är en skalbaggsart som beskrevs av Park 1958. Decarthron varicum ingår i släktet Decarthron och familjen kortvingar. Inga underarter finns listade i Catalogue of Life.